# San Francisco 49ers 2019
La stagione 2019 dei San Francisco 49ers è stata la 70ª della franchigia nella National Football League, la terza con Kyle Shanahan come capo-allenatore. Dopo che la stagione precedente era terminata con un record di 4-12, i 49ers a sorpresa dominarono la propria division con un record di 13-3, tornando a qualificarsi per i playoff per la prima volta dal 2013. L'attacco fu guidato dal quarterback Jimmy Garoppolo, che aveva perso quasi tutta la stagione precedente per la rottura di un legamento, e dal tight end George Kittle, divenuto la nuova stella della squadra. La difesa fu una delle migliori della NFL, grazie anche all'arrivo del rookie Nick Bosa, scelto come secondo assoluto nel Draft.
I 49ers, con il miglior record della NFC, ebbero la possibilità di saltare il primo turno di playoff, mentre nel divisional round batterono i Minnesota Vikings. Nella finale della NFC superarono per 37-20 i Green Bay Packers, qualificandosi per il primo Super Bowl dal 2012, la settima presenza della loro storia. Il 2 febbraio 2020 i Niners furono sconfitti per 31-20 dai Kansas City Chiefs nel Super Bowl LIV malgrado si fossero trovati in vantaggio per 20-10 nel quarto periodo.

## Scelte nel Draft 2019

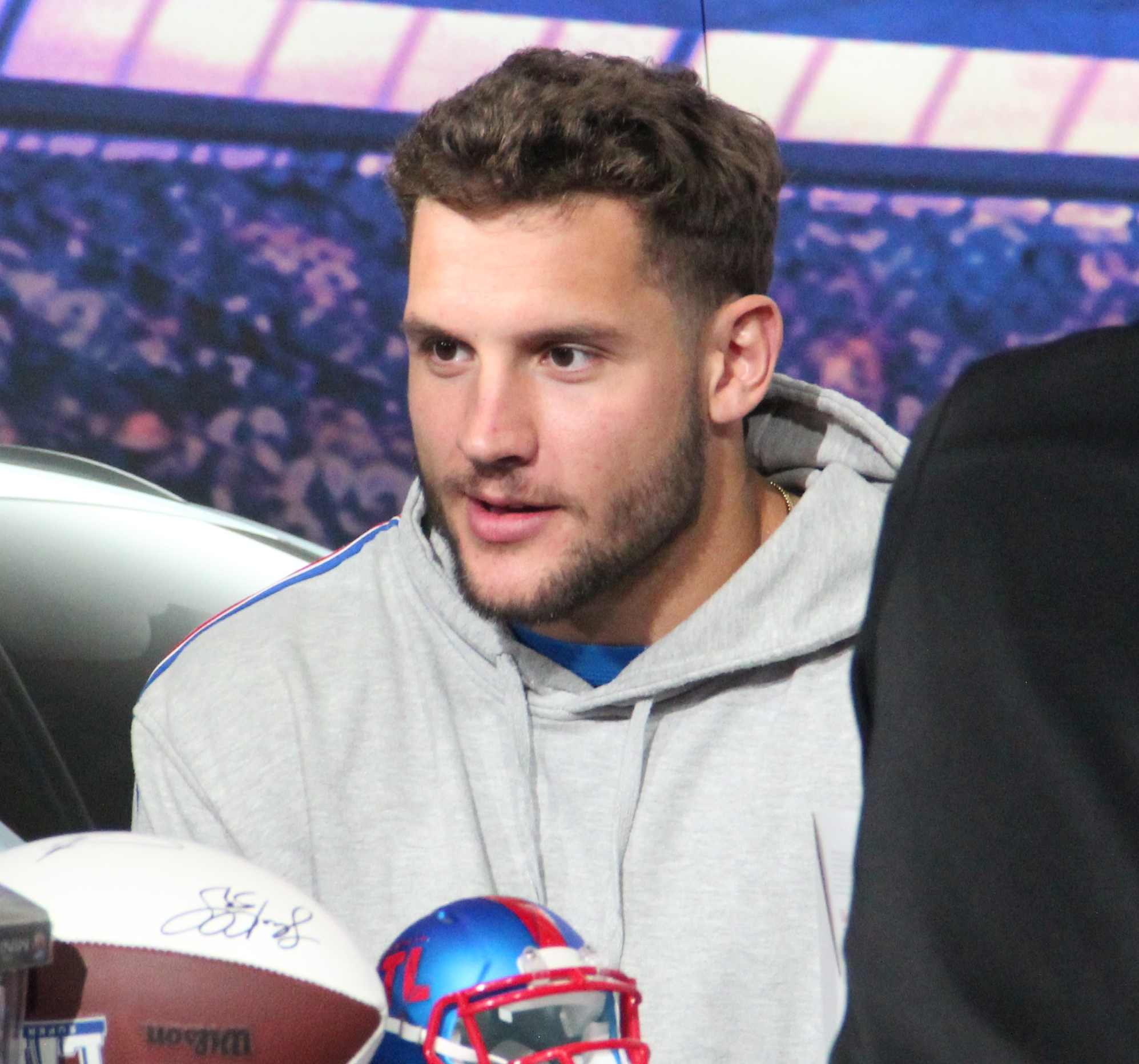
Nick Bosa fu scelto come secondo assoluto nel Draft 2019

| Scelte dei 49ers nel Draft 2019 |        |                  |       |                |
| Giro                            | Scelta | Giocatore        | Ruolo | College        |
| 1                               | 2      | Nick Bosa        | DE    | Ohio State     |
| 2                               | 36     | Deebo Samuel     | WR    | South Carolina |
| 3                               | 67     | Jalen Hurd       | WR    | Baylor         |
| 4                               | 110    | Mitch Wishnowsky | P     | Utah           |
| 5                               | 148    | Dre Greenlaw     | LB    | Arkansas       |
| 6                               | 176    | Kaden Smith      | TE    | Stanford       |
| 6                               | 183    | Justin Skule     | OT    | Vanderbilt     |

## Staff
| Staff dei San Francisco 49ers nel 2019 |
| --- |
| Organi dirigenziali - Co-Chairman: Denise York e John York - Presidente/CEO: Jed York - General Manager: John Lynch Capo allenatore - Capo-allenatore/Coordinatore offensivo – Kyle Shanahan - Assistente capo-allenatore/Tight End – Jon Embree Altri allenatori - Preparatore atletico – Ray Wright Allenatori dell'attacco - Coordinatore gioco sulle corse – Mike McDaniel - Quarterback – Rich Scangarello - Running Back – Bobby Turner - Wide Receiver – Mike LaFleur - Offensive Line – Vacante - Assistente Offensive Line – Vacante - Assistente offensivo – T.C. McCartney Allenatori della difesa - Coordinatore difensivo – Robert Saleh - Assistente difensivo senior - Jason Tarver - Defensive Line – Jeff Zgonina - Assistaete Defensive Line – Vacante - Linebacker – Johnny Holland - Defensive Back – Jeff Hafley - Assistente Defensive Back – Daniel Bullocks - Controllo qualità – Bobby Slowik Allenatori dello special team - Coordinatore special team – Richard Hightower - Assistente – Vacante |

## Roster
| Roster dei San Francisco 49ers nel 2019 |
| --- |
| Quarterback - 3 C.J. Beathard - 10 Jimmy Garoppolo - 4 Nick Mullens Running Back - 22 Matt Breida - 26 Tevin Coleman - 44 Kyle Juszczyk FB - 31 Raheem Mostert - 30 Jeff Wilson Wide Receiver - 84 Kendrick Bourne - 13 Richie James - 81 Jordan Matthews - 18 Dante Pettis - 19 Deebo Samuel - 17 Emmanuel Sanders Tight End - 82 Ross Dwelley - 43 Daniel Helm - 85 George Kittle - 83 Levine Toilolo Offensive Linemen - 60 Daniel Brunskill T - 63 Ben Garland C - 69 Mike McGlinchey T - 68 Mike Person G - 67 Justin Skule T - 74 Joe Staley T - 75 Laken Tomlinson G Defensive Linemen - 91 Arik Armstead DE - 97 Nick Bosa DE - 99 DeForest Buckner DT - 96 Sheldon Day DT - 55 Dee Ford DE - 90 Kevin Givens DT - 93 Earl Mitchell DT - 94 Solomon Thomas DT - 92 Anthony Zettel DE Linebacker - 51 Azeez Al-Shaair MLB - 56 Kwon Alexander OLB - 47 Elijah Lee OLB - 57 Dre Greenlaw OLB - 53 Mark Nzeocha OLB - 54 Fred Warner MLB Defensive Back - 36 Marcell Harris S - 35 Dontae Johnson CB - 33 Tarvarius Moore FS - 41 Emmanuel Moseley CB - 32 D.J. Reed CB - 25 Richard Sherman CB - 29 Jaquiski Tartt SS - 20 Jimmie Ward FS - 24 K'Waun Williams CB - 23 Ahkello Witherspoon CB Special Team - 9 Robbie Gould K - 86 Kyle Nelson LS - 6 Mitch Wishnowsky P Lista delle riserve - 98 Ronald Blair DE (IR) - 88 Garrett Celek TE (IR) - 78 Shon Coleman OT (IR) - -- Chris Edwards DB (Futures) - 11 Marquise Goodwin WR (IR) - 35 Tim Harris CB (IR) - 14 Jalen Hurd WR (IR) - 93 D.J. Jones DT (IR) - -- Derrick Kindred S (Futures) - -- Jonathan Kongbo DE (Futures) - 64 Andrew Lauderdale OT (IR) - 28 Jerick McKinnon RB (IR) - 90 Damontre Moore DE (IR) - 1 Shawn Poindexter WR (IR) - 58 Weston Richburg C (IR) - 95 Kentavius Street DT (IR) - 77 Jullian Taylor DT (IR) - 15 Trent Taylor WR (IR) - 27 Jason Verrett CB (IR) - -- Leonard Wester OT (Futures) Squadra di allenamento - 50 Joey Alfieri LB - 65 Kofi Amichia T - 64 Alex Barrett DE - 45 Demetrius Flannigan-Fowles LB (Practice squad/Injured) - 71 Jaryd Jones-Smith OT - 48 Jermaine Kelly CB - 76 Ross Reynolds G - -- Ray Smith DT - 40 Teez Tabor CB - -- Jacob Thieneman S - 89 Chris Thompson WR 53 attivi, 20 inattivi, 10 nella squadra di allenamento |
| Legenda - I rookie sono in corsivo. - Il primo ruolo è il principale mentre gli eventuali successivi indicano i ruoli secondari. - (IR) sta per Injured Reserve ed indica la lista ristretta per un solo giocatore infortunato che può tornare ad allenarsi dopo la settimana 6 e a rientrare in prima squadra dopo che questa ha giocato 8 partite. - (NF-Inj.) / (NF-Ill.) stanno rispettivamente per Non-Football Injured e Non-Football Illness ed indicano le liste dove viene inserito un giocatore che ha un infortunio o una malattia non dipendente dal football americano. - (PUP) sta per Physically Unable to Perform ed indica la lista dove viene inserito un giocatore mentre è in attesa di recuperare la condizione fisica. Nella stagione regolare dopo la sesta partita giocata dalla propria squadra, il giocatore ha tempo tre settimane per riprendere ad allenarsi, più tre settimane aggiuntive dal suo rientro agli allenamenti per rientrare in prima squadra. |

## Calendario

### Stagione regolare
| Stagione regolare |              |                         |               |        |                               |         |
| Turno             | Data         | Avversario              | Risultato     | Record | Stadio                        | Sintesi |
| 1                 | 8 settembre  | at Tampa Bay Buccaneers | V 31–17       | 1–0    | Raymond James Stadium         | Recap   |
| 2                 | 15 settembre | at Cincinnati Bengals   | V 41–17       | 2–0    | Paul Brown Stadium            | Recap   |
| 3                 | 22 settembre | Pittsburgh Steelers     | V 24–20       | 3–0    | Levi's Stadium                | Recap   |
| 4                 |              |                         |               |        |                               |         |
| 5                 | 7 ottobre    | Cleveland Browns        | V 31–3        | 4–0    | Levi's Stadium                | Recap   |
| 6                 | 13 ottobre   | at Los Angeles Rams     | V 20–7        | 5–0    | Los Angeles Memorial Coliseum | Recap   |
| 7                 | 20 ottobre   | at Washington Redskins  | V 9–0         | 6–0    | FedExField                    | Recap   |
| 8                 | 27 ottobre   | Carolina Panthers       | V 51–13       | 7–0    | Levi's Stadium                | Recap   |
| 9                 | 31 ottobre   | at Arizona Cardinals    | V 28–25       | 8–0    | State Farm Stadium            | Recap   |
| 10                | 11 novembre  | Seattle Seahawks        | S 24–27 (dts) | 8–1    | Levi's Stadium                | Recap   |
| 11                | 17 novembre  | Arizona Cardinals       | V 36–26       | 9–1    | Levi's Stadium                | Recap   |
| 12                | 24 novembre  | Green Bay Packers       | V 37–8        | 10–1   | Levi's Stadium                | Recap   |
| 13                | 1 dicembre   | at Baltimore Ravens     | S 17–20       | 10–2   | M&T Bank Stadium              | Recap   |
| 14                | 8 dicembre   | at New Orleans Saints   | V 48–46       | 11–2   | Mercedes-Benz Superdome       | Recap   |
| 15                | 15 dicembre  | Atlanta Falcons         | S 22–29       | 11–3   | Levi's Stadium                | Recap   |
| 16                | 21 dicembre  | Los Angeles Rams        | V 34–31       | 12–3   | Levi's Stadium                | Recap   |
| 17                | 29 dicembre  | at Seattle Seahawks     | V 26–21       | 13–3   | CenturyLink Field             | Recap   |

Note: gli avversari della propria division sono in grassetto.

### Playoff
| Playoff          |                                           |                                           |                                           |                                           |                                           |                                           |
| Giro             | Data                                      | Avversario (seed)                         | Risultato                                 | Record                                    | Stadio                                    | Sintesi                                   |
| Wild Card        | Qualificati direttamente al secondo turno | Qualificati direttamente al secondo turno | Qualificati direttamente al secondo turno | Qualificati direttamente al secondo turno | Qualificati direttamente al secondo turno | Qualificati direttamente al secondo turno |
| Divisional       | 11 gennaio 2020                           | Minnesota Vikings (6)                     | V 27–10                                   | 1–0                                       | Levi's Stadium                            | Recap                                     |
| NFC Championship | 19 gennaio 2020                           | Green Bay Packers (2)                     | V 37–20                                   | 2–0                                       | Levi's Stadium                            | Recap                                     |
| Super Bowl LIV   | 2 febbraio 2020                           | vs. Kansas City Chiefs (A2)               | S 31–20                                   | 2–1                                       | Hard Rock Stadium                         | Recap                                     |

## Classifiche

### Division
| NFC West            | NFC West | NFC West | NFC West | NFC West | NFC West | NFC West | NFC West | NFC West |
| vedi • disc. • mod. | V        | S        | P        | PCT      | DIV      | CONF     | PF       | PS       |
| ------------------- | -------- | -------- | -------- | -------- | -------- | -------- | -------- | -------- |
| San Francisco 49ers | 13       | 3        | 0        | .813     | 5-1      | 10-2     | 479      | 310      |
| Seattle Seahawks    | 11       | 5        | 0        | .688     | 3-3      | 8-4      | 405      | 398      |
| Los Angeles Rams    | 9        | 7        | 0        | .563     | 3-3      | 7-5      | 394      | 364      |
| Arizona Cardinals   | 5        | 10       | 1        | .344     | 1-5      | 3-8-1    | 361      | 442      |
|                     |          |          |          |          |          |          |          |          |
|                     |          |          |          |          |          |          |          |          |

### Conference
| National Football Conference           | National Football Conference | National Football Conference | National Football Conference | National Football Conference | National Football Conference | National Football Conference | National Football Conference | National Football Conference | National Football Conference | National Football Conference |
| Pos.                                   | Squadra                      | Division                     | V                            | S                            | P                            | PCT                          | DIV                          | CONF                         | SOS                          | SOV                          |
| Capolista di Division                  | Capolista di Division        | Capolista di Division        | Capolista di Division        | Capolista di Division        | Capolista di Division        | Capolista di Division        | Capolista di Division        | Capolista di Division        | Capolista di Division        | Capolista di Division        |
| -------------------------------------- | ---------------------------- | ---------------------------- | ---------------------------- | ---------------------------- | ---------------------------- | ---------------------------- | ---------------------------- | ---------------------------- | ---------------------------- | ---------------------------- |
| 1                                      | San Francisco 49ers          | West                         | 8                            | 0                            | 0                            | 1.000                        | 2-0                          | 5-0                          | .341                         | .341                         |
| 2                                      | New Orleans Saints           | South                        | 7                            | 1                            | 0                            | .875                         | 1-0                          | 5-1                          | .522                         | .508                         |
| 3                                      | Green Bay Packers            | North                        | 7                            | 2                            | 0                            | .778                         | 3-0                          | 4-1                          | .513                         | .517                         |
| 4                                      | Dallas Cowboys               | East                         | 5                            | 3                            | 0                            | .625                         | 4-0                          | 4-2                          | .377                         | .250                         |
| Wild Card                              |                              |                              |                              |                              |                              |                              |                              |                              |                              |                              |
| 5                                      | Minnesota Vikings            | West                         | 7                            | 2                            | 0                            | .778                         | 2-0                          | 4-1                          | .418                         | .307                         |
| 6                                      | Seattle Seahawks             | North                        | 6                            | 3                            | 0                            | .667                         | 1-2                          | 5-2                          | .422                         | .324                         |
| In corsa per i play-off                |                              |                              |                              |                              |                              |                              |                              |                              |                              |                              |
| 7                                      | Los Angeles Rams             | West                         | 5                            | 3                            | 0                            | .625                         | 0-2                          | 3-3                          | .492                         | .375                         |
| 8                                      | Carolina Panthers            | South                        | 5                            | 3                            | 0                            | .625                         | 1-1                          | 2-3                          | .507                         | .443                         |
| 9                                      | Philadelphia Eagles          | East                         | 5                            | 4                            | 0                            | .556                         | 1-1                          | 3-4                          | .447                         | .429                         |
| 10                                     | Detroit Lions                | North                        | 3                            | 4                            | 1                            | .438                         | 0-2                          | 2-2-1                        | .528                         | .407                         |
| 11                                     | Arizona Cardinals            | West                         | 3                            | 5                            | 1                            | .389                         | 0-2                          | 2-4-1                        | .534                         | .120                         |
| 12                                     | Chicago Bears                | North                        | 3                            | 5                            | 0                            | .375                         | 1-1                          | 2-3                          | .529                         | .370                         |
| 13                                     | Tampa Bay Buccaneers         | South                        | 2                            | 6                            | 0                            | .250                         | 1-2                          | 2-5                          | .642                         | .625                         |
| 14                                     | New York Giants              | East                         | 2                            | 7                            | 0                            | .222                         | 1-2                          | 2-5                          | .526                         | .176                         |
| 15                                     | Atlanta Falcons              | South                        | 1                            | 7                            | 0                            | .125                         | 0-0                          | 1-4                          | .593                         | .556                         |
| 16                                     | Washington Redskins          | East                         | 1                            | 8                            | 0                            | .111                         | 0-3                          | 0-6                          | .579                         | .125                         |
| Criteri di spareggio                   |                              |                              |                              |                              |                              |                              |                              |                              |                              |                              |
| 1.                                     |                              |                              |                              |                              |                              |                              |                              |                              |                              |                              |
| Legenda                                |                              |                              |                              |                              |                              |                              |                              |                              |                              |                              |
| w — wild card ottenuta                 |                              |                              |                              |                              |                              |                              |                              |                              |                              |                              |
| x — partecipazione ai playoff ottenuta |                              |                              |                              |                              |                              |                              |                              |                              |                              |                              |
| y — campioni di division               |                              |                              |                              |                              |                              |                              |                              |                              |                              |                              |
| z — salto del primo turno di play-off  |                              |                              |                              |                              |                              |                              |                              |                              |                              |                              |
| * — vantaggio del campo ottenuto       |                              |                              |                              |                              |                              |                              |                              |                              |                              |                              |

## Premi
- Nick Bosa:

rookie difensivo dell'anno

### Premi settimanali e mensili
- Nick Bosa:

difensore della NFC della settimana 5
difensore della NFC della settimana 8
difensore della NFC del mese di ottobre
rookie difensivo del mese di ottobre
- Tevin Coleman:

running back della settimana 8
- Mitch Wishnowsky:

giocatore degli special team della NFC della settimana
- Fred Warner:

difensore della NFC della settimana 12
difensore della NFC del mese di novembre
- Jimmy Garoppolo:

giocatore offensivo della NFC della settimana 14
- Robbie Gould:

giocatore degli special team della NFC della settimana 16